# Postal (jogo eletrônico)
Postal é um jogo eletrônico de tiro isométrico de cima para baixo desenvolvido pela Running with Scissors e publicado pela Ripcord Games em 1997. Uma sequência do jogo, Postal 2, foi lançada em 2003. O diretor Uwe Boll comprou os direitos de adaptação cinematográfica da série e produziu um filme com o mesmo nome. Um relançamento do jogo em março de 2001, chamado Postal Plus, incluiu um add-on "Special Delivery". Um remake do jogo, Postal Redux, foi lançado para Microsoft Windows em 20 de maio de 2016 e mais tarde foi lançado para as lojas digitais do PlayStation 4 e Nintendo Switch. No final de 2016, o código-fonte do jogo foi lançado sob a licença GNU GPL-2.0-only. No final de 2019, Running With Scissors lançou o jogo como freeware.

## Jogabilidade
Postal é um jogo de tiro com visão isométrica em que o objetivo básico é matar uma determinada quantidade de inimigos, denominados hostiles, o jogo é dividido em níveis, cada nível é um mapa populado por NPCs. Esses personagens podem ser os hostiles, composto por policiais, militares e vigilantes que vão tentar a todo custo matar o jogador. Ou civis que vão perambular pelo mapa, e ao sinal de perigo, entrar em estado de pânico.
Para avançar ao próximo nível, o jogador deve matar uma cota de hostiles, cada nível tem sua cota específica, os civis podem ser mortos pelo jogador, mas não contam na cota final. Cada mapa tem uma temática própria (Ex.: Parque de trailers, gueto, centro da cidade, complexo industrial...).
Para progredir no jogo, há uma variada disposição de armas tanto para o jogador quanto para seus inimigos. Elas vão desde pistolas automáticas até escopetas, granadas, molotovs, lança-mísseis, lança-napalm, minas terrestres... Entre outras. As armas podem ser adquiridas sendo coletadas aos arredores do mapa.

## História
Diário: Postal Dude ou Demon como ele e referido nas configurações do jogo, tem um diário escrito no manual do jogo. Ele é curto, mas dá uma noção da história do jogo. Ele é atacado certo dia em sua casa, mas consegue se defender e chegar a um posto policial, achando que lá ele iria ser socorrido, porém, os policiais o recebem de forma hostil e abrem fogo contra ele. A esse ponto, Postal Dude se convence de que há uma terrível doença, passada pelo ar, ou água, ela infecta as pessoas e as deixam violentas. Por algum motivo ele acredita ser imune a esse vírus, e que se ele chegar a base militar, ele estará salvo. Assim ele começa a abrir caminho pela cidade de Paradise, matando todos que tentarem pará-lo.
O Jogo: Contrapondo se diário, o jogo faz com que Postal Dude se pareça um assassino em massa, abrindo fogo contra policias e militares nas ruas da cidade enquanto pessoas inocentes se desesperam, criando uma ideia de que o paranoico é na verdade ele. Cada nível abre com uma ilustração, uma data (que começa em 17/10/1997 e termina em 23/10/1997), e uma frase com tendência homicida e violenta. Os níveis porém, representam de forma fiel o diário, começando o jogo em sua casa e terminando na base militar.
Final: O último nível do jogo, que acontece após o massacre na base, se passa em uma escola, o jogador dessa vez, não tem qualquer ação, pois é uma cutscene, Dude tenta matar as crianças no pátio de várias formas: Com tiros, mísseis, fogo, mas elas são imunes como ar às suas ações. Ele eventualmente cai e tem uma alucinação. O jogo termina com um discurso, um homem diz que Postal Dude era paranoico, e dentro de sua cabeça, se considerava um herói, por ter salvo o mundo da iminente destruição. Ele também diz que Dude será objeto de estudo, deixando a entender que ele foi capturado e está sendo mantido em uma instalação do governo.

## Recepção
Embora o jogo tenha recebido resenhas fracas, ele se tornou um sucesso cult, vendendo mais de 200 mil cópias até meados de 2002. Mas por seu tema violento, trouxe problemas para seus publicadores e desenvolvedores.
Os desenvolvedores alegam que o jogo foi banido em mais de 10 países, entre eles Austrália, Nova Zelândia, Brasil, Alemanha e Taiwan. Eles também foram processados pelo Serviço Postal Americano, por infringimento de copyright, o processo porém, foi arquivado em 2003. O jogo também ficou notório por declarações de políticos americano, entre eles, o mais notável, Joe Lieberman, que disse uma vez que as três piores coisas para a juventude americano eram Postal, Marilyn Manson, e anúncios da Calvin Klein.
O jogo também recebeu muito sensacionalismo por parte da grande mídia, havia, por exemplo, artigos reportando (erroneamente) a possibilidade de matar crianças no jogo, algo que até hoje é considerado tabu na indústria de videogames.
Postal recebeu um pacote de expansão em 1998, chamado Special Delivery, que adiciona quatro novos níveis ao jogo, além de novos sons, e NPCs. Também recebeu uma sequênciancia em 2003 com Postal 2, e ganhou um remake em 2016 com o nome Postal: Redux.

## Redux
Running with Scissors desenvolveu um remake de Postal, intitulado Postal Redux, usando a Unreal Engine 4. O projeto foi anunciado como Postal: Redux em novembro de 2014, visando uma versão de 2015 para Linux, macOS e Microsoft Windows. Além dessas plataformas, Running with Scissors anunciou que Postal Redux chegaria ao PlayStation 4 em fevereiro de 2016. A versão do Microsoft Windows foi lançada em 20 de maio de 2016, enquanto as versões Linux, macOS e PlayStation 4 foram agendadas para um lançamento posterior. A versão para PlayStation 4 foi cancelada em junho de 2017, com Jaret Schachter, do Running with Scissors, culpando a falta de vendas da versão para PC. A MD Games portou o Postal Redux para o Nintendo Switch, lançando-o via Nintendo eShop em 16 de outubro de 2020. A empresa também produziu uma versão para PlayStation 4, lançada em 5 de março de 2021.